# الکساندراوکا، بخش مینسک
الکساندراوکا، بخش مینسک (به لاتین: Aleksandrówka, Mińsk County) یک منطقهٔ مسکونی در لهستان است که در Gmina Dębe Wielkie واقع شده‌است.

## خصوصیات
الکساندراوکا ۴۴۲ نفر جمعیت دارد.